# HD 81034
HD 81034，又名CD-41 5023，SAO 221103、HR 3726，是一颗位於船帆座的恒星，视星等为5.58，位于銀經266.8，銀緯5.51，其B1900.0坐标为赤經9h 18m 0.4s，赤緯-41° 5.51′ 1″。